# Казахстанско-палестинские отношения
Казахстанско-палестинские отношения —двусторонние дипломатические отношения между Казахстаном и Государствос Палестина. Отношения были установлены 6 апреля 1992 года.

## История
Казахстан и Палестина установили дипломатические отношения 6 апреля 1992 года.
В 1993 году в Казахстане было открыто посольство Палестины. В Палестине нет посольства Казахстана, а взаимоотношения курируются посольством в Иордании.
Ясир Арафат, руководитель Палестины и председатель Организации освобождения Палестины приезжал в Казахстан в 1991 и 1999 году.

## Товарооборот
Товарооборот между странами в 2023 году не превышал миллиона долларов.